# Karen David
Karen Shenaz David (nacida el 15 de abril de 1979) es una actriz, cantante y compositora canadiense conocida por interpretar a la princesa Isabel María Lucía Isabel de Valencia en la comedia musical de la cadena de televisión ABC, Galavant, así como a la directora Cesca Montoya en la BBC One basada en la serie dramática Waterloo Road y a Layla en la película de acción The Scorpion King 2: Rise of a Warrior. Interpretó a Angela en la serie de televisión de Cold Feet y tiene el papel de la Princesa Jasmine (de "Aladdin") en la serie de televisión estadounidense Once Upon a Time. También protagonizó Pixelface, una serie de televisión infantil CBBC, donde interpreta a Alexia, la glamorosa cazadora de leyendas.
Actualmente tiene un papel recurrente en "Legacies" en el canal The CW como Emma, consejera y bruja.

## Familia y primeros años
David nació en Shillong, Meghalaya, India, de lo que ella llama "chino, khasi y una pequeña porción de herencia judía". Su madre es khasi y de origen chino, mientras que su padre es indio-judío. Se crio en Canadá y a los 17 años, David se trasladó a Londres para estudiar en la Escuela de actuación de Guildford.

## Carrera

### Actuación
Al terminar la escuela de teatro, David se unió al elenco original del musical del West End  Mamma Mia! . Hizo su debut como actriz profesional como parte del conjunto y como suplente de Ali y Lisa. A. R. Rahman, quien había sido invitado a ver el programa por el director Shekhar Kapur, le pidió a David que lo ayudaran a él y a Don Black en el desarrollo del material para el musical de temática de Bollywood Bombay Dreams. Ella cantó canciones en la gira del programa por Estados Unidos y Canadá, y continuó colaborando con Rahman en su Panchathan Record Inn & AM Studios en Chennai, India.
Apareció en el clip musical "Higher & Higher" (2000) y en dos videos cortos de televisión, "Dancers: The Trailer" (2002), interpretando el papel de Jenny, y The Paper Round (2002) , una mujer policía. Luego consiguió un papel en el musical Bollywood Queen (2003), como miembro de la banda R&B en el centro de la historia. Durante 2004 y 2005, interpretó a Scarlet en Top Buzzer de MTV.
David interpretó a Lyla, un personaje principal de la película londinense "Take 3 Girls" (2006). Otros trabajos durante este tiempo incluyen  Flight of Fury  (2007) de Steven Seagal como Barnes' Operational Soldier Flanders, The Colour of Magic (2008) (2008) como Liessa, la Dragonlady y The Legend of Dick and Dom (2009)  como Fairy Frampton. David apareció como la protagonista femenina, Layla, en The Scorpion King 2: Rise of a Warrior (2008), filmado en Ciudad del Cabo, Sudáfrica.
En septiembre de 2010, David interpretó a la profesora de español, Francesca "Cesca" Montoya, en la sexta temporada del drama de BBC One, 'Waterloo Road' '. Mientras "Waterloo Road" todavía estaba al aire, David consiguió el papel de la cazadora de leyendas Alexia Alderton en "Pixelface", una serie de comedia para niños de CBBC sobre seis personajes de videojuegos y lo que hacen cuando no están adentro. sus juegos. La segunda serie se emitió el 3 de enero de 2012.
David apareció en la televisión estadounidense con un papel invitado en la serie de Fox "Touch" en 2012, interpretando a Kayla Graham. En el episodio interpretó la canción "Three Little Birds", que luego fue lanzada como un sencillo de banda sonora con Wendy & Lisa por 20th Century Fox TV Records el 28 de febrero de 2012.
En febrero de 2013, David apareció en el episodio de dos partes "Target" de la serie de televisión ABC Castle, en Estados Unidos. David interpretó a Sara El-Masri, hija del magnate egipcio Anwar El-Masri. Durante el rodaje de estos episodios, David y un doble resultaron heridos cuando la puerta de la camioneta en la que se encontraban no cerró correctamente. David fue colocada en un collarín, mientras que el especialista sufrió graves lesiones en la cabeza.
David ha reaparecido en las televisiones estadounidenses, como la "Princesa Isabella Maria Lucia Elizabetta de Valencia", en la ABC serie de televisión Galavant, que se estrenó el 4 de enero de 2015, para un espectáculo de cuatro semanas.

### Música

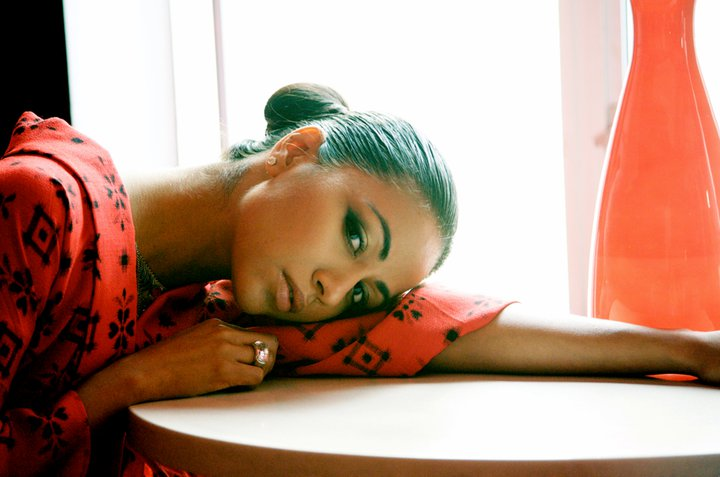

David lanzó su primer sencillo, "It's Me (You're Talking To)", en 2003, cuando firmó con BMG Music. Este sencillo fue un éxito entre los 10 airplay en Alemania, Austria y Suiza.
Ella colaboró con A. R. Rahman en el tema principal de la película Provoked en 2006. Después de trabajar junto a Rahman para producir la banda sonora de esta película, se encontró de nuevo con él en su Chennai. studio, en 2007, para escribir y grabar la canción, "Alive". Al año siguiente lanzó su primer EP, The Live Sessions EP. En 2009 publicó su próximo EP, "Magic Carpet Ride".
En mayo de 2010, David lanzó el sencillo "Hypnotize", junto con tres mezclas y un EP "Hypnotize Desi Mix". Al año siguiente lanzó el álbum The Girl in the Pink Glasses. 20th Century Fox TV Records lanzó "Three Little Birds", cantada por Kayla Graham (David), en Touch, el 28 de febrero de 2012.
En 2013 David lanzó el EP "Dust to Stars", en el que colaboró con los compositores y productores, Stefan Skarbek, Carl Ryden, Boots Ottestad, Adam Argyle y Martin Brammer.

## Trabajo de caridad
David está activa en Designers Against Aids, la Fundación Aldeas Infantiles SOS, y Breast cancer awareness, por lo que hizo un desfile de moda para recaudar fondos para la London Fashion Week en The Dorchester Hotel.[¿cuándo?]
Produjo una camiseta para recaudar fondos para el Día PoverTee de ActionAid, que fue subastado el 18 de junio de 2010. para recaudar fondos para la caridad de vivienda y desamparo Refugio.
Junto con otros, David pintó un autorretrato para ayudar a recaudar fondos para "Face Britain", un proyecto de The Prince's Trust Foundation.

## Vida personal
A mediados de 2013, se casó con el compositor y productor musical sueco Carl Ryden, y se fue a vivir con su esposo a Palos Verdes, California.

## Filmografía

### Películas
| Año  | Título                                 | Papel                                |
| ---- | -------------------------------------- | ------------------------------------ |
| 2003 | Bollywood Queen                        | Neeta                                |
| 2005 | Batman Begins                          | Reportera #1 del Palacio de Justicia |
| 2006 | Take 3 Girls                           | Lyla                                 |
| 2006 | Provoked                               | Asha                                 |
| 2007 | Flight of Fury                         | Soldado Flander Operativo de Barnes  |
| 2008 | The Scorpion King 2: Rise of a Warrior | Layla                                |
| 2008 | The Colour of Magic                    | Liessa                               |
| 2009 | Couples Retreat                        | Operadora de spa                     |
| 2012 | Red Lights                             | Dana                                 |
| 2014 | Jack Ryan: Shadow Recruit              | Penn                                 |
| 2015 | Amar, Akbar & Tony                     | Meera                                |
| 2016 | The Tiger Hunter                       | Ruby Iqbal                           |

### Televisión
| Año       | Título                     | Papel                         | Notas                                                                                                |
| --------- | -------------------------- | ----------------------------- | --- |
| 2003      | Holby City                 | Eve Hotton                    | 1 episodio                                                                                           |
| 2004      | Top Buzzer                 | Scarlet                       | 1 episodio                                                                                           |
| 2009      | The Legend of Dick and Dom | Fairy Frampton                | 1 episodio                                                                                           |
| 2010-2011 | Waterloo Road              | Cesca Montoya                 | Papel Regular; 20 episodios                                                                          |
| 2011      | Strike Back: Project Dawn  | Barmaid                       | 2 episodios: "Project Dawn #1" (temporada 2: episodio 1) "Project Dawn #2" (temporada 2: episodio 2) |
| 2011-2012 | Pixelface                  | Alexia                        | Papel Principal, 26 episodios                                                                        |
| 2012      | Touch                      | Kayla Graham                  | 1 episodio                                                                                           |
| 2013      | Castle                     | Sara El-Masri                 | 2 episodios: "Target" (temporada 5: episodio 15) "Hunt" (temporada 5: episodio 16)                   |
| 2015-2016 | Galavant                   | Princesa Isabella             | Papel Regular                                                                                        |
| 2016-2017 | Once Upon a Time           | Princesa Jasmine              | Papel Recurrente; 9 episodios                                                                        |
| 2016      | Cold Feet                  | Angela Zubayr                 | |
| 2018      | Criminal Minds             | Agente especial Mary Meadows  | 2 episodios: "Believer" (temporada 13: episodio 22) "300" (temporada 14: episodio 1)                 |
| 2018-2021 | Legacies                   | Emma Tig                      | Papel Recurrente                                                                                     |
| 2018      | Timeless                   | Denise Christopher (joven)    | Episodio: "The Day Reagan Was Shot"                                                                  |
| 2019-2023 | Fear the Walking Dead      | Grace Mukherjee               | Personaje Principal (temporada 5–presente); 27 episodios                                             |
| 2019-2020 | The Rookie                 | Detective Rita Calderon       | Temporada 2. 2 Episodios: 'Breaking Point', 'Control'                                                |
| 2020      | Mira, Royal Detective      | Shilpa, Ashima y Rubi (voces) | Papeles Recurrentes                                                                                  |

| Año  | Título               | Papel         | Notas |
| ---- | -------------------- | ------------- | ----- |
| 2002 | Dancers: The Trailer | Jenny         |       |
| 2002 | The Paper Round      | Mujer Policía |       |

| Año  | Título                                                                            | Papel         | Notas |
| ---- | --------------------------------------------------------------------------------- | ------------- | ----- |
| 2003 | The Making of Bollywood Queen (vídeo documental)                                  | Ella misma    |       |
| 2005 | Eureka (comercial)                                                                | Mujer Policía |       |
| 2008 | The Making of The Scorpion King 2: The Rise of a Warrior (video documental corto) | Ella misma    |       |

## Vídeos Musicales

### Vídeos Musicales
| Año         | Canción                       |
| ----------- | ----------------------------- |
| 2000        | Higher and Higher             |
| 2003        | It's Me (You're Talking To)   |
| Junio 2007  | Alive                         |
| Junio 2009  | Magic Carpet Ride en YouTube. |
| Abril 2010  | Hypnotize en YouTube.         |
| Junio 2011  | Superheroes en YouTube.       |
| Julio 2013  | Daydreamer en YouTube.        |
| Agosto 2013 | Dust to Stars en YouTube.     |

### Remixes/ediciones de radio
| Año             | Canción                                           |
| --------------- | ------------------------------------------------- |
| Julio 2009      | Magic Carpet Ride : Radio edit en YouTube.        |
| Julio 2009      | Magic Carpet Ride : Flavasia Desi Mix en YouTube. |
| Septiembre 2010 | Hypnotize : The Definitive Radio Mix en YouTube.  |
| Septiembre 2010 | Hypnotize : The Almighty Mix en YouTube.          |